# Comuna Fedunka, Șîșakî
Fedunka (în ucraineană Федунка) este o comună în raionul Șîșakî, regiunea Poltava, Ucraina, formată din satele Bilași, Fedunka (reședința), Miroșnîkî, Raiivka, Rîmîhî și Zozuli.

## Demografie
Componența lingvistică a comunei Fedunka
     Ucraineană (95,77%)
     Rusă (3,28%)
Conform recensământului din 2001, majoritatea populației comunei Fedunka era vorbitoare de ucraineană (95,77%), existând în minoritate și vorbitori de rusă (3,28%).